# Ostrogožsk
Ostrogožsk (rusky Острогожск) je město ve Voroněžské oblasti v  Ruské federaci. Při sčítání lidu v roce 2010 měl přes třiatřicet tisíc obyvatel.

## Poloha a doprava
Ostrogožsk leží na Středoruské vysočině na severozápadním břehu Tiché Sosny, pravého přítoku Donu. Od Voroněže, správního střediska oblasti, je vzdálen přibližně 140 kilometrů jižně.
Přes město vede od roku 1895 železniční trať Charkov–Valujki–Balašov–Penza.

## Dějiny
Za oficiální rok založení města je považován rok 1652, kdy zde byl na pokyn cara Alexeje I. Michajloviče založen ostrog na tehdejší jižní hranici ruského carství na místě, kde již od začátku století stála vesnice. Jméno vychází z jména potoka, který se zde vlévá do Tiché Sosny.
V roce 1670 se město aktivně účastnilo povstání Stěnky Razina. 9. září 1670 do města dorazil Razinův vyslanec Fjodor Kolčev, kterého do města vpustil plukovník Zenkovskij (zakladatel města). Ve městě byl svolán kozácký kruh, kde byla přečtena výzva Stěnky Razina, aby se město připojilo k jeho povstání. Kozáci souhlasili, utopili ruského vojvodu, který vedl město, a přešli pod vedením plukovníka Zenkovského na stranu povstalců. Po potlačení povstání bylo mnoho obyvatel mučeno a popraveno, mezi nimi i Zenkovský a jeho manželka.
V roce 1765 bylo sídlo povýšeno na město a od roku 1779 bylo újezdním městem ve Voroněžské gubernii. Od roku 1895 prochází městem železniční trať Charkov-Balašov.
V říjnu 1917 se Ostrogožsk stal prvním městem Voroněžské gubernie, kde byla založena sovětská moc. Od dubna do prosince 1918 bylo město okupováno německou armádou. 
Za druhé světové války byl Ostrogožsk 5. července 1942 obsazen německou armádou a zpět jej dobyly jednotky Voroněžského frontu Rudé armády 20. ledna 1943 v rámci Ostrogožsko-rossošské operace.

### Rodáci
- Ivan Nikolajevič Kramskoj (1837–1887), malíř a pedagog